# Eneco Tour 2009
L'Eneco Tour 2009, quinta edizione della corsa, valevole come ventunesima prova del calendario mondiale UCI 2009, si svolse in sette tappe precedute da un cronoprologo dal 18 al 25 agosto 2009 per un percorso di 1 128,1 km. Fu vinto dal norvegese Edvald Boasson Hagen, che terminò la gara in 26h 49' 40". Con un punteggio di 170 Hagen si aggiudicò anche la classifica a punti.

## Tappe
| Tappa  | Data      | Percorso                           | km      | Vincitore di tappa   | Leader cl. generale  |
| ------ | --------- | ---------------------------------- | ------- | -------------------- | -------------------- |
| Prol.  | 18 agosto | Rotterdam (NLD) (Cronometro ind.)  | 4,4     | Sylvain Chavanel     | Sylvain Chavanel     |
| 1ª     | 19 agosto | Aalter (BEL) > Ardooie (BEL)       | 185,4   | Tyler Farrar         | Tyler Farrar         |
| 2ª     | 20 agosto | Ardooie (BEL) > Bruxelles (BEL)    | 178,1   | Tyler Farrar         | Tyler Farrar         |
| 3ª     | 21 agosto | Niel (BEL) > Hasselt (BEL)         | 158,3   | Tom Boonen           | Tyler Farrar         |
| 4ª     | 22 agosto | Hasselt (BEL) > Libramont (BEL)    | 221,2   | Tyler Farrar         | Tyler Farrar         |
| 5ª     | 23 agosto | Roermond (NLD) > Sittard (NLD)     | 204,3   | Lars Bak             | Edvald Boasson Hagen |
| 6ª     | 24 agosto | Genk (BEL) > Roermond (NLD)        | 163,3   | Edvald Boasson Hagen | Edvald Boasson Hagen |
| 7ª     | 25 agosto | Amersfoort (NLD) (Cronometro ind.) | 13,1    | Edvald Boasson Hagen | Edvald Boasson Hagen |
| Totale | Totale    | Totale                             | 1 128,1 |                      |                      |

## Squadre e corridori partecipanti
Le squadre partecipanti furono 21, 18 del ProTour più altre 3 invitate dall'organizzazione, Vacansoleil Pro Cycling Team, Topsport Vlaanderen-Mercator e Skil-Shimano.
| N.      | Cod. | Squadra                 |
| ------- | ---- | ----------------------- |
| 1-8     | GCE  | Caisse d'Epargne        |
| 11-20   | QST  | QuickStep               |
| 21-30   | THR  | Team Columbia-High Road |
| 31-40   | AST  | Astana Team             |
| 41-50   | SAX  | Team Saxo Bank          |
| 51-60   | LIQ  | Liquigas                |
| 62-70   | KAT  | Team Katusha            |
| 71-80   | SIL  | Silence-Lotto           |
| 81-90   | RAB  | Rabobank                |
| 91-100  | GRM  | Team Garmin-Slipstream  |
| 101-107 | EUS  | Euskaltel-Euskadi       |

| N.      | Cod. | Squadra               |
| ------- | ---- | --------------------- |
| 111-120 | LAM  | Lampre-N.G.C.         |
| 121-130 | ALM  | AG2R La Mondiale      |
| 131-138 | FDJ  | Française des Jeux    |
| 141-150 | COF  | Cofidis               |
| 151-160 | BBO  | Bbox Bouygues Telecom |
| 161-169 | MRM  | Team Milram           |
| 173-180 | SKS  | Skil-Shimano          |
| 181-189 | FUJ  | Fuji-Servetto         |
| 191-200 | VAC  | Vacansoleil           |
| 201-210 | TSV  | Topsort Vlaanderen    |

## Dettagli tappa per tappa

### Prologo
- 18 agosto: Rotterdam (Paesi Bassi) – Cronometro individuale – 4,4 km

Risultati
| Pos. | Corridore        | Squadra    | Tempo |
| ---- | ---------------- | ---------- | ----- |
| 1    | Sylvain Chavanel | Quick Step | 5'55" |
| 2    | Tyler Farrar     | Garmin     | a 1"  |
| 3    | Tom Boonen       | Quick Step | s.t.  |

| Pos. | Corridore        | Squadra    | Tempo |
| ---- | ---------------- | ---------- | ----- |
| 1    | Sylvain Chavanel | Quick Step | 5'55" |
| 2    | Tyler Farrar     | Garmin     | a 1"  |
| 3    | Tom Boonen       | Quick Step | s.t.  |

### 1ª tappa
- 19 agosto: Aalter (Belgio) > Ardooie (Belgio) – 185,4 km

Risultati
| Pos. | Corridore            | Squadra    | Tempo    |
| ---- | -------------------- | ---------- | -------- |
| 1    | Tyler Farrar         | Garmin     | 4h18'40" |
| 2    | Tom Boonen           | Quick Step | s.t.     |
| 3    | Edvald Boasson Hagen | Columbia   | s.t.     |

| Pos. | Corridore        | Squadra    | Tempo    |
| ---- | ---------------- | ---------- | -------- |
| 1    | Tyler Farrar     | Garmin     | 4h23'26" |
| 2    | Tom Boonen       | Quick Step | a 4"     |
| 3    | Sylvain Chavanel | Quick Step | a 9"     |

### 2ª tappa
- 20 agosto: Ardooie (Belgio) > Bruxelles (Belgio) – 178,1 km

Risultati
| Pos. | Corridore            | Squadra     | Tempo    |
| ---- | -------------------- | ----------- | -------- |
| 1    | Tyler Farrar         | Garmin      | 4h17'53" |
| 2    | Jaŭhen Hutarovič     | F. des Jeux | s.t.     |
| 3    | Edvald Boasson Hagen | Columbia    | s.t.     |

| Pos. | Corridore            | Squadra    | Tempo    |
| ---- | -------------------- | ---------- | -------- |
| 1    | Tyler Farrar         | Garmin     | 8h41'09" |
| 2    | Edvald Boasson Hagen | Columbia   | a 13"    |
| 3    | Tom Boonen           | Quick Step | a 14"    |

### 3ª tappa
- 21 agosto: Niel (Belgio) > Hasselt (Belgio) – 158,3 km

Risultati
| Pos. | Corridore         | Squadra    | Tempo    |
| ---- | ----------------- | ---------- | -------- |
| 1    | Tom Boonen        | Quick Step | 3.43'19" |
| 2    | Tyler Farrar      | Garmin     | s.t.     |
| 3    | Francesco Chicchi | Liquigas   | s.t.     |

| Pos. | Corridore            | Squadra    | Tempo     |
| ---- | -------------------- | ---------- | --------- |
| 1    | Tyler Farrar         | Garmin     | 12.24'22" |
| 2    | Tom Boonen           | Quick Step | a 10"     |
| 3    | Edvald Boasson Hagen | Columbia   | a 19"     |

### 4ª tappa
- 22 agosto: Hasselt (Belgio) > Libramont (Belgio) – 221,2 km

Risultati
| Pos. | Corridore            | Squadra  | Tempo    |
| ---- | -------------------- | -------- | -------- |
| 1    | Tyler Farrar         | Garmin   | 5h27'01" |
| 2    | Edvald Boasson Hagen | Columbia | s.t.     |
| 3    | Francesco Gavazzi    | Lampre   | s.t.     |

| Pos. | Corridore            | Squadra    | Tempo     |
| ---- | -------------------- | ---------- | --------- |
| 1    | Tyler Farrar         | Garmin     | 17h51'13" |
| 2    | Tom Boonen           | Quick Step | a 20"     |
| 3    | Edvald Boasson Hagen | Columbia   | a 23"     |

### 5ª tappa
- 23 agosto: Roermond (Paesi Bassi) > Sittard (Paesi Bassi) – 204,3 km

Risultati
| Pos. | Corridore            | Squadra   | Tempo    |
| ---- | -------------------- | --------- | -------- |
| 1    | Lars Bak             | Saxo Bank | 5h13'16" |
| 2    | Edvald Boasson Hagen | Columbia  | a 2"     |
| 3    | Francesco Gavazzi    | Lampre    | a 2"     |

| Pos. | Corridore            | Squadra   | Tempo     |
| ---- | -------------------- | --------- | --------- |
| 1    | Edvald Boasson Hagen | Columbia  | 23h04'45" |
| 2    | Tyler Farrar         | Garmin    | a 15"     |
| 3    | Lars Bak             | Saxo Bank | s.t.      |

### 6ª tappa
- 24 agosto: Genk (Belgio) > Roermond (Paesi Bassi) – 163,3 km

Risultati
| Pos. | Corridore            | Squadra   | Tempo    |
| ---- | -------------------- | --------- | -------- |
| 1    | Edvald Boasson Hagen | Columbia  | 3h28'58" |
| 2    | Matthew Goss         | Saxo Bank | s.t.     |
| 3    | Tyler Farrar         | Garmin    | s.t      |

| Pos. | Corridore            | Squadra   | Tempo     |
| ---- | -------------------- | --------- | --------- |
| 1    | Edvald Boasson Hagen | Columbia  | 26h33'33" |
| 2    | Tyler Farrar         | Garmin    | a 21"     |
| 3    | Lars Bak             | Saxo Bank | a 25"     |

### 7ª tappa
- 25 agosto: Amersfoort (Paesi Bassi) – Cronometro individuale – 13,1 km

Risultati
| Pos. | Corridore            | Squadra  | Tempo  |
| ---- | -------------------- | -------- | ------ |
| 1    | Edvald Boasson Hagen | Columbia | 16'07" |
| 2    | Sebastian Langeveld  | Rabobank | a 4"   |
| 3    | Maarten Tjallingii   | Rabobank | a 5"   |

| Pos. | Corridore            | Squadra    | Tempo     |
| ---- | -------------------- | ---------- | --------- |
| 1    | Edvald Boasson Hagen | Columbia   | 26h49'40" |
| 2    | Sylvain Chavanel     | Quick Step | a 45"     |
| 3    | Sebastian Langeveld  | Rabobank   | a 47"     |

## Evoluzione delle classifiche
| Tappa              | Vincitore            | Classifica generale  | Classifica a punti   | Classifica a squadre |
| ------------------ | -------------------- | -------------------- | -------------------- | -------------------- |
| Prol.              | Sylvain Chavanel     | Sylvain Chavanel     | non assegnata        | Rabobank             |
| 1ª                 | Tyler Farrar         | Tyler Farrar         | Tyler Farrar         | Rabobank             |
| 2ª                 | Tyler Farrar         | Tyler Farrar         | Tyler Farrar         | Rabobank             |
| 3ª                 | Tom Boonen           | Tyler Farrar         | Tyler Farrar         | Rabobank             |
| 4ª                 | Tyler Farrar         | Tyler Farrar         | Tyler Farrar         | Rabobank             |
| 5ª                 | Lars Bak             | Edvald Boasson Hagen | Tyler Farrar         | Rabobank             |
| 6ª                 | Edvald Boasson Hagen | Edvald Boasson Hagen | Edvald Boasson Hagen | Rabobank             |
| 7ª                 | Edvald Boasson Hagen | Edvald Boasson Hagen | Edvald Boasson Hagen | Rabobank             |
| Classifiche finali | Classifiche finali   | Edvald Boasson Hagen | Edvald Boasson Hagen | Rabobank             |

## Classifiche finali

### Classifica generale
| Pos. | Corridore             | Squadra      | Tempo     |
| ---- | --------------------- | ------------ | --------- |
| 1    | Edvald Boasson Hagen  | Columbia     | 26.49'40" |
| 2    | Sylvain Chavanel      | Quick Step   | a 45"     |
| 3    | Sebastian Langeveld   | Rabobank     | a 47"     |
| 4    | Jurgen Van Den Broeck | Silence      | a 58"     |
| 5    | Maxime Monfort        | Columbia     | s.t.      |
| 6    | Juan Antonio Flecha   | Rabobank     | s.t.      |
| 7    | Lars Bak              | Saxo Bank    | s.t.      |
| 8    | Maarten Tjallingii    | Rabobank     | a 1'07"   |
| 8    | Jan Bakelants         | Topsport Vl. | a 1'12    |
| 10   | Francesco Gavazzi     | Lampre       | a 1'22"   |

### Classifica a punti
| Pos. | Corridore            | Squadra      | Punti |
| ---- | -------------------- | ------------ | ----- |
| 1    | Edvald Boasson Hagen | Columbia     | 170   |
| 2    | Lars Bak             | Saxo Bank    | 59    |
| 3    | Francesco Gavazzi    | Lampre       | 59    |
| 4    | José Joaquín Rojas   | C. d'Epargne | 45    |
| 5    | Matthew Goss         | Saxo Bank    | 40    |

### Classifica a squadre
| Pos. | Squadra           | Tempo     |
| ---- | ----------------- | --------- |
| 1    | Rabobank          | 80h31'16" |
| 2    | Team Columbia-HTC | a 56"     |
| 3    | Silence-Lotto     | a 1'37"   |
| 4    | Team Saxo Bank    | a 1'54"   |
| 5    | Quick Step        | a 2'49"   |

## Punteggi UCI
| #                  | Corridore             | Squadra      | Punti |
| ------------------ | --------------------- | ------------ | ----- |
| 1                  | Edvald Boasson Hagen  | Columbia     | 124   |
| 2                  | Sylvain Chavanel      | Quick Step   | 87    |
| 3                  | Sebastian Langeveld   | Rabobank     | 74    |
| 4                  | Jurgen Van Den Broeck | Silence      | 61    |
| 5                  | Maxime Monfort        | Columbia     | 50    |
| 6                  | Juan Antonio Flecha   | Rabobank     | 41    |
| 7                  | Lars Bak              | Saxo Bank    | 36    |
| 8                  | Tyler Farrar          | Garmin       | 28    |
| 9                  | Maarten Tjallingii    | Rabobank     | 22    |
| 10                 | Tom Boonen            | Quick Step   | 12    |
| 11                 | Jan Bakelants         | Topsport Vl. | 10    |
| 12                 | Francesco Gavazzi     | Lampre       | 8     |
| 13                 | Matthew Goss          | Saxo Bank    | 4     |
| Jaŭhen Hutarovič   | F. des Jeux           | 4            |       |
| 15                 | Francesco Chicchi     | Liquigas     | 3     |
| 16                 | Graeme Brown          | Rabobank     | 2     |
| Greg Van Avermaet  | Silence               | 2            |       |
| 18                 | Robert Förster        | Milram       | 1     |
| Tom Veelers        | Skil                  | 1            |       |
| Bradley Wiggins    | Garmin                | 1            |       |
| José Joaquín Rojas | C. d'Epargne          | 1            |       |
| Aleksej Markov     | Katusha               | 1            |       |
| Joost Posthuma     | Rabobank              | 1            |       |
| Wouter Weylandt    | Quick Step            | 1            |       |
| Kristof Goddaert   | Topsport Vl.          | 1            |       |

| #                | Squadra                      | Punti |
| ---------------- | ---------------------------- | ----- |
| 1                | Team Columbia-HTC            | 174   |
| 2                | Rabobank                     | 140   |
| 3                | Quick Step                   | 100   |
| 4                | Silence-Lotto                | 63    |
| 5                | Team Saxo Bank               | 40    |
| 6                | Team Garmin-Slipstream       | 29    |
| 7                | Topsport Vlaanderen-Mercator | 11    |
| 8                | Lampre-N.G.C.                | 8     |
| 9                | Française des Jeux           | 4     |
| 10               | Liquigas                     | 3     |
| 11               | Team Milram                  | 1     |
| Skil-Shimano     | 1                            |       |
| Caisse d'Epargne | 1                            |       |
| Team Katusha     | 1                            |       |

| #           | Nazione     | Punti |
| ----------- | ----------- | ----- |
| 1           | Norvegia    | 124   |
| 2           | Belgio      | 135   |
| 3           | Paesi Bassi | 98    |
| 4           | Francia     | 87    |
| 5           | Spagna      | 42    |
| 6           | Danimarca   | 36    |
| 7           | Stati Uniti | 28    |
| 8           | Italia      | 12    |
| 9           | Australia   | 6     |
| 10          | Bielorussia | 4     |
| 11          | Germania    | 1     |
| Regno Unito | 1           |       |
| Russia      | 1           |       |